# 枕崎郵便局
枕崎郵便局（まくらざきゆうびんきょく）は、鹿児島県枕崎市にある郵便局民営化前の分類では集配普通郵便局であった。

## 概要
住所：〒898-8799 鹿児島県枕崎市松之尾町18-1

## 沿革
- 1883年（明治16年）7月 - 枕崎郵便局（五等）として開設[1]。
- 1885年（明治18年）5月1日 - 貯金取扱を開始。
- 1888年（明治21年）9月16日 - 為替取扱を開始。
- 1895年（明治28年）3月1日 - 枕崎郵便電信局となる。
- 1903年（明治36年）4月1日 - 通信官署官制の施行に伴い枕崎郵便局となる。
- 1956年（昭和31年）10月11日 - 電話通話および和文電報受付事務の取扱を開始[2]。
- 1975年（昭和50年）3月10日 - 鹿児島交通枕崎線を経由する鉄道郵便輸送（伊集院枕崎線）が廃止[3]。専用自動車に転換。
- 1985年（昭和60年）7月15日 - 枕崎市折口町から、同市松之尾町に局舎を新築、移転[4]。
- 1999年（平成11年） - 外国通貨の両替および旅行小切手の売買に関する業務取扱を開始。
- 2007年（平成19年）10月1日 - 民営化に伴い、併設された郵便事業枕崎支店に一部業務を移管。
- 2012年（平成24年）10月1日 - 日本郵便株式会社発足に伴い、郵便事業枕崎支店を枕崎郵便局に統合。

## 取扱内容
- 郵便、印紙、ゆうパック、内容証明
- 貯金、為替、振替、振込、国際送金、国債、投資信託
- 生命保険、バイク自賠責保険、自動車保険
- ゆうちょ銀行ATM
- 「898-00xx」区域（枕崎市の全域）の集配業務
- ゆうゆう窓口

## 周辺
- 枕崎警察署
- 薩摩酒造焼酎文化資料館明治蔵
- 枕崎お魚センター
- 南薩地域地場産業振興センター

## アクセス
- JR指宿枕崎線 枕崎駅から徒歩約18分
- 国道226号沿い
- 駐車場あり：17台